# Gliocladium polyporicola
Gliocladium polyporicola är en svampart som först beskrevs av Henn., och fick sitt nu gällande namn av Seifert & W. Gams 1985. Gliocladium polyporicola ingår i släktet Gliocladium och familjen Hypocreaceae.   Inga underarter finns listade i Catalogue of Life.